# Acciaio blu
Acciaio blu (Blue Steel) è un film del 1934 diretto da Robert N. Bradbury.
È un film western statunitense con John Wayne, Eleanor Hunt e George 'Gabby' Hayes. È il remake di A Son of the Plains del 1931.

## Trama
Dalla cassaforte di una locanda sono stati rubati i soldi destinati agli stipendi dei minatori e lo sceriffo Jake sospetta di Carruthers, un giovane cowboy, trovato sul posto pochi momenti dopo il furto. Carruthers è invece uno sceriffo federale inviato dal governo per reprimere gli atti di banditismo che si verificano nella zona. Egli è riuscito a scoprire che il colpevole del furto fa parte di una grossa banda, segretamente guidata da Malgrove, uno dei cittadini più importanti. Malgrove è venuto a sapere dell'esistenza nei dintorni di ricchi filoni d'oro e vuole costringere gli abitanti della zona ad andarsene, intercettando le consegne di viveri dalla città. Dopo sparatorie ed interminabili inseguimenti a cavallo nel West, lo sceriffo Carruthers riesce ad identificare tutti i colpevoli e ad assicurarli alla giustizia.

## Produzione
Il film, diretto e sceneggiato da Robert N. Bradbury, fu prodotto dallo stesso Bradbury e da Paul Malvern per la Lone Star Productions e la Monogram Pictures e girato nel Walker Ranch e nel Trem Carr Ranch a Newhall, a Santa Clarita, nelle Alabama Hills, a Big Pines, nei General Service Studios a Hollywood e a Kernville, in California.

## Distribuzione
Il film fu distribuito con il titolo Blue Steel negli Stati Uniti dal 10 maggio 1934 al cinema dalla Monogram Pictures.
Alcune delle uscite internazionali sono state:
- nel Regno Unito il 7 gennaio 1935
- in Spagna (Acero azul)
- in Svezia (Dynamitpasset)
- in Brasile (O Homem de Sacramento)
- in Germania (Showdown am Adlerpaß e, in DVD, Rächer des Westens)
- in Francia (Panique à Yucca City)
- in Italia (Acciaio blu)